# 萬恭
萬恭（1515年—1591年），字肅卿，號兩溪、洞陽，江西南昌府南昌縣人，明朝政治人物。

## 生平
嘉靖十九年（1540年）庚子科江西鄉試第二十名舉人，二十三年（1544年）甲辰科二甲第五十五名進士。授南京吏部文選司主事，升南京吏部考功司郎中，三十六年（1557年）升南京光祿寺少卿，四十年（1561年）升南京太僕寺少卿，四十一年（1562年）升南京鴻臚寺卿，四十二年（1563年）升北京大理寺右少卿，同年蒙古察哈爾部入侵，進逼通州，明世宗命兵部調人，兵部右侍郎蔡汝楠、協理戎政兵部右侍郎喻時不能勝任，被調往南京，而準備調遣鄭曉、楊順、葛縉，並詢問內閣首輔徐階人選。徐階稱楊順、葛縉不合適，請吏部重新調人，以湖廣布政使司右參政李燧取代喻時，以萬恭取代蔡汝楠任兵部右侍郎，四十三年（1564年）李燧被罷職，將領推舉萬恭，萬恭則稱自己生病，而當起用趙炳然時，萬恭則稱病愈。工科右給事中胡應嘉論劾萬恭詐欺，萬恭感到不安，上奏解釋，請求前往邊疆效力，任兵部左侍郎兼都察院右僉都御史、巡撫山西。到任後在龍鬚墩埋伏擊退蒙古軍，其後整頓濱河州縣等地，恢復生產，四十四年（1565年）丁母憂歸里。
隆慶元年（1567年）南京戶科給事中岑用賓等請求起用萬恭，吏部尚書楊博建議起復其原職到邊疆就任，萬恭堅持不出仕。六年（1572年）獲刑科左給事中劉伯燮舉薦，當時黃河在邳州決口，漕運受阻，萬恭起復原職，改總督河道，到任後六十天完成修築長堤，疏導河道，消除河患，萬曆二年（1574年）遭論劾，致仕歸里，十九年（1591年）卒於家，天啟元年（1621年）贈兵部尚書。

## 家族
曾祖萬欽武；祖父萬明達；父萬文炳，母胡氏。兄萬思從、萬思泰。

## 延伸阅读
[在维基数据编辑]
 《明史卷二百二十三》，出自《明史》